# Susanne Häusler
Susanne Häusler (Berlino, 19 ottobre 1958) è un'attrice tedesca.

## Filmografia

### Cinema
- Katrin's Cihad, regia di Nergis Usta (2007)
- Vertrauensfrage, regia di Ben Von Grafenstein (2007)
- Dat Wichtigste..., regia di Thorsten Wenning (2008)
- Schwester Ines, regia di Christiane Lilge (2009)
- Wie alles endet, regia di Kai Seekings (2010)

### Televisione
- Hinter Gittern - Der Frauenknast – serie TV, episodio 5x01 (1999)
- Abschnitt 40 – serie TV, episodio 1x02 (2002)
- Was heißt hier Oma!, regia di Ariane Zeller (2005)
- Julia - La strada per la felicità (Julia - Wege zum Glück) – serial TV, 134 puntate (2005-2006)
- Gefühlte XXS - Vollschlank & frisch verliebt, regia di Thomas Nennstiel (2008)
- Die kluge Bauerntochter, regia di Wolfgang Eissler (2009)
- Der Stinkstiefel, regia di Thomas Nennstiel (2009)
- Ein Sommer auf Sylt, regia di Thomas Nennstiel (2010)
- Squadra Speciale Colonia (SOKO Köln) – serie TV, episodio 7x02 (2010)
- Tatort – serie TV, episodio 1x781 (2010)
- Lügen haben linke Hände, regia di Thomas Nennstiel (2011)